# Polyrhachis flavoflagellata
Polyrhachis flavoflagellata é uma espécie de formiga do gênero Polyrhachis, pertencente à subfamília Formicinae.